# مجمل
المجمل هو ما خفي المراد منه بحيث لا يدرك بنفس اللفظ إلا ببيان من المجمل، سواء كان ذلك لتزاحم المعاني المتساوية الإقدام، كالمشترك، أو لغرابة اللفظ كالهلوع، أو لانتقاله من معناه الظاهر إلى ما هو غير معلوم، فترجع إلى الاستفسار ثم الطلب ثم التأمل، كالصلاة والزكاة والربا، فإن الصلاة في اللغة الدعاء، وذلك غير مراد، وقد بينها النبي، صلى الله عليه وسلم، بالفعل، فتطلب المعنى الذي جعلت الصلاة لأجله صلاة، أهو التواضع والخشوع أو الأركان المعلومة ثم نتأول، أي نتعدى إلى صلاة الجنازة فيمن خلفه، ويصلي أم لا.